# Loch Voil
Loch Voil är en sjö i Storbritannien.   Den ligger i kommunen Stirling och riksdelen Skottland, i den nordvästra delen av landet, 600 km nordväst om huvudstaden London. Loch Voil ligger 464 meter över havet.  Trakten runt Loch Voil består i huvudsak av gräsmarker.